# 레자하노바 자매
레자하노바 자매(러시아어: Сёстры Резахановы)는 지타 라시도브나 레자하노바(러시아어: Зи́та Раши́довна Резаха́нова, 1991년 10월 19일 ~ 2015년 10월 29일), 기타 라시도브나 레자하노바(러시아어: Ги́та Раши́довна Резаха́нова, 1991년 10월 19일 ~ )로 구성된 키르기스스탄 출신의 결합 쌍둥이이다.